# Alfredo Callo Rodríguez
Alfredo Callo Rodríguez fue un médico y político peruano. El hospital de Sicuani, su ciudad natal, lleva su nombre en homenaje desde el año 2013.
Nació en Sicuani el 17 de diciembre de 1925. Cursó sus estudios primarios en la I.E. 791 y los secundarios en la I.E. Mateo Pumacahua de su ciudad natal. Sus estudios superiores los realizó en Lima para luego trabajar en su ciudad natal.
Fue elegido diputado por el departamento del Cusco en 1980 en las elecciones generales de ese año en las que salió elegido como presidente del Perú por segunda vez el arquitecto Fernando Belaúnde Terry. Postuló sin éxito a la alcaldía de la provincia de Canchis en las elecciones de 1986, 1989 y 1993. En las elecciones de 1995 logró ser elegido como regidor de la municipalidad provincial de Canchis.